# Scelolyperus tejonicus
Scelolyperus tejonicus är en skalbaggsart som beskrevs av George Robert Crotch 1874. Scelolyperus tejonicus ingår i släktet Scelolyperus och familjen bladbaggar. Inga underarter finns listade i Catalogue of Life.